# One Step Beyond…
One Step Beyond… — дебютный студийный альбом британской рок-группы Madness, вышедший в ноябре 1979 года.

## История
В августе 1979 года Madness выпустили на 2 Tone Records свой первый сингл «The Prince», посвящённый ямайскому музыканту Принцу Бастеру, а также выступили в знаменитой радиопередаче Peel Sessions. 4 сентября группа подписала контракт с лейблом Stiff Records и через неделю начала запись альбома в EDEN studios в Актоне. В октябре группа провела тур по Англии, а в ноябре вышел альбом. В Великобритании его выпустил Stiff Records, в США — Sire Records.
Заглавная песня, выпущенная также и на сингле, — это кавер-версия песни ямайского исполнителя Принца Бастера. Её исполняет Чес Смэш, на тот момент не являвшийся официальным участником группы, поэтому его нет на лицевой обложке альбома.
Синглы «One Step Beyond» и «My Girl» достигли соответственно 7 и 3 позиции в UK Singles Chart.

## Критика и оценка
Музыкальные критики согласны в том, что «One Step Beyond…» создан в основном под влиянием исконного ямайского ска, одной из звёзд которого был Принц Бастер. Также в альбоме находили элементы панка. Музыкальными журналистами почти сразу после выхода Madness вместе с другой британской группой The Specials были названы лидерами «возрождения ска» (ska revival). По сравнению с The Specials обозреватель Rolling Stone отмечал слабость ритм-секции, но выделял харизматичного вокалиста Саггса.

## Список композиций
| №  | Название                 | Автор(ы)                 | Длительность |
| -- | ------------------------ | ------------------------ | ------------ |
| 1. | «One Step Beyond»        | Принц Бастер             | 2:18         |
| 2. | «My Girl»                | Майк Барсон              | 2:44         |
| 3. | «Night Boat to Cairo»    | Майк Барсон, Саггс       | 3:31         |
| 4. | «Believe Me»             | Майк Барсон, Джон Хаслер | 2:28         |
| 5. | «Land of Hope and Glory» | Крис Форман, Ли Томпсон  | 2:57         |
| 6. | «The Prince»             | Ли Томпсон               | 3:18         |
| 7. | «Tarzan's Nuts»          | Майк Барсон              | 2:24         |

| №                   | Название                     | Автор(ы)                               | Длительность |
| ------------------- | ---------------------------- | -------------------------------------- | ------------ |
| 8.                  | «In the Middle of the Night» | Саггс, Крис Форман                     | 3:01         |
| 9.                  | «Bed and Breakfast Man»      | Майк Барсон                            | 2:33         |
| 10.                 | «Razor Blade Alley»          | Ли Томпсон                             | 2:42         |
| 11.                 | «Swan Lake»                  | П. И. Чайковский в аранжировке Барсона | 2:36         |
| 12.                 | «Rockin' in A-flat»          | Вилли Вурлитцер                        | 2:29         |
| 13.                 | «Mummy's Boy»                | Марк Бедфорд                           | 2:23         |
| 14.                 | «Madness»                    | Принц Бастер                           | 2:38         |
| 15.                 | «Chipmunks Are Go!»          | Карл Смит                              | 0:51         |
| Общая длительность: | Общая длительность:          | Общая длительность:                    | 38:53        |